# Mézériat
Mézériat (prononciation me.ze.rja) est une commune française du département de l'Ain, en région Auvergne-Rhône-Alpes. Appartenant au canton de Vonnas depuis 2015, la commune des Mézériatis fait partie de la Bresse savoyarde près de la Dombes entre Mâcon et Bourg-en-Bresse.

## Géographie

### Localisation

Localisation de Mézériat et dans l'Ain et le canton.

La commune se situe à environ vingt kilomètres de la préfecture Bourg-en-Bresse, dans la plaine de la Bresse, à la confluence entre la Veyle et l'Irance.

### Points extrêmes
- Nord : Les Pigots, 46° 15′ 56″ N, 5° 01′ 31″ E
- Est : Terre du Poirier, 46° 14′ 15″ N, 5° 05′ 46″ E
- Sud : Les Curtallins, 46° 13′ 10″ N, 5° 02′ 52″ E
- Ouest : La Forêt, 46° 15′ 19″ N, 5° 00′ 00″ E

### Hydrographie

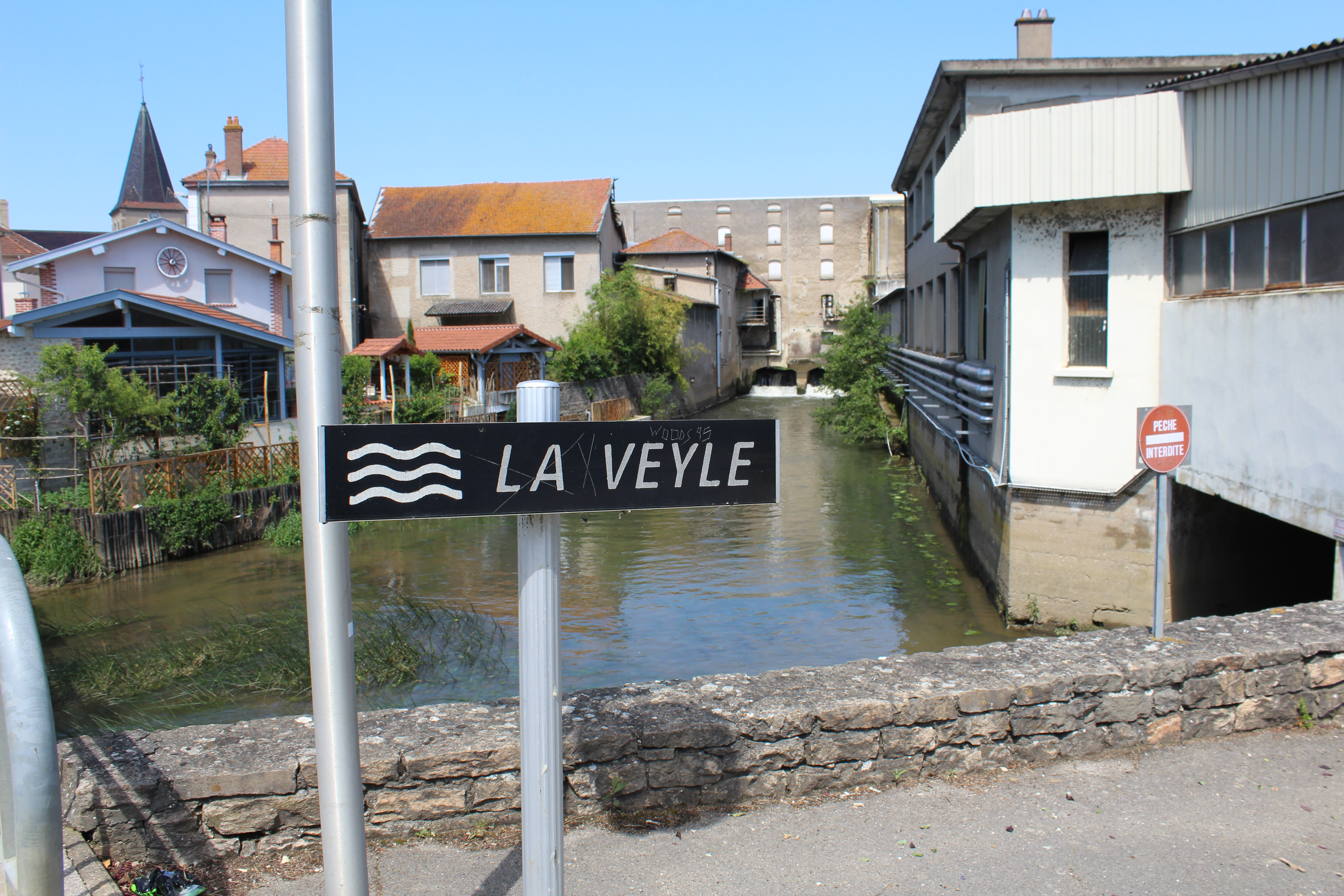
Confluence entre la Veyle et l'Irance.

- La Veyle traverse la commune d'est en ouest, notamment le bourg du village. Une partie de la rivière fait office de frontière avec Vonnas.
- La Morte est un bras de la Veyle qui se sépare vers le lieu-dit Chandé pour se jeter dans cette dernière quelques centaines de mètres plus loin en aval entre Montfalcon et Les Plans.
- L'Irance est une rivière qui forme la frontière sud de la commune avec Vandeins et se jette dans la Veyle au bourg près de la route départementale D 26.
- Le Bief de Cheval Queue ou de Montlessard est un ruisseau du nord du village qui forme une partie de la frontière avec Confrançon et Saint-Genis-sur-Menthon. Ce cours d'eau prend sa source au lieu-dit Brevet et se jette dans la Menthon qui va confluer quelques kilomètres plus loin avec la Veyle.

### Climat
Pour des articles plus généraux, voir Climat d'Auvergne-Rhône-Alpes et Climat de l'Ain.
En 2010, le climat de la commune est de type climat océanique dégradé des plaines du Centre et du Nord, selon une étude du CNRS s'appuyant sur une série de données couvrant la période 1971-2000. En 2020, Météo-France publie une typologie des climats de la France métropolitaine dans laquelle la commune est dans une zone de transition entre le climat semi-continental et le climat de montagne et est dans la région climatique Bourgogne, vallée de la Saône, caractérisée par un bon ensoleillement (1 900 h/an), un été chaud (18,5 °C), un air sec au printemps et en été et des vents faibles.
Pour la période 1971-2000, la température annuelle moyenne est de 12 °C, avec une amplitude thermique annuelle de 18,2 °C. Le cumul annuel moyen de précipitations est de 950 mm, avec 11 jours de précipitations en janvier et 7,6 jours en juillet. Pour la période 1991-2020, la température moyenne annuelle observée sur la station météorologique de Météo-France la plus proche, sur la commune de Baneins à 18 km à vol d'oiseau, est de 12,7 °C et le cumul annuel moyen de précipitations est de 880,2 mm,. Pour l'avenir, les paramètres climatiques de la commune estimés pour 2050 selon différents scénarios d'émission de gaz à effet de serre sont consultables sur un site dédié publié par Météo-France en novembre 2022.

### Voies de communication et transports

#### Routes
- La route départementale D 26 traverse la commune du nord au sud et est la route principale puisqu'elle est nommée la Grande Rue dans le bourg du village. est reliée à la D 80 et rejoint le nord-est de la commune. Elle permet de rejoindre Chaveyriat ou bien Saint-Didier-d'Aussiat. De plus, elle permet de rejoindre la route départementale D 1079 afin de se diriger vers Bourg-en-Bresse. Cette voie relie Marlieux au sud Pont-de-Vaux au nord.
- La route départementale D 26c est reliée à la D 26 et rejoint le nord de la commune. Elle permet de rejoindre le centre de Mézériat pour les poids lourds venant de Vonnas et le quartier de Vaudrenand, là où la voie se termine.
- La route départementale D 26b est une route en deux tronçons séparés par le D 26. La première partie débute le long de l'église et permet aux véhicules légers de rejoindre Vonnas tandis que le seconde commence au nord de la voie ferroviaire afin de rejoindre Montfalcon, Polliat ou la route D 45.
- La route départementale D 45 est une voie isolée du bourg et passe à l'est de la commune. Reliée à la D 26b à Montfalcon, elle permet de rejoindre Le Logis-Neuf à Confrançon et la route départementale D 1079 par nord et les villages de Vandeins et Montcet par le sud.
- La route départementale D 1079 traverse une petite partie de la commune au nord-est au lieu-dit les Pigots. Cette voie débute à Mâcon par le pont Saint-Laurent et prend fin dans la ville de Bourg-en-Bresse. Elle permet de rejoindre par l'ouest Saint-Cyr-sur-Menthon, Mâcon et le département de Saône-et-Loire tandis que par l'est, elle permet de rejoindre le Logis-Neuf, hameau de Confrançon, Bourg et les autres villes importantes du département.

|  |  |

Aucune autoroute ne traverse Mézériat. Toutefois, quatre se trouvent dans un rayon de vingt kilomètres.
- L'autoroute A40 (Mâcon - Genève), portion de la Route Centre-Europe Atlantique Bordeaux/Nantes - Annemasse, passe au nord de la commune. Deux gares de péage sont près de la commune, celle de Saint-Genis-sur-Menthon et celle de Bourg-Nord à Viriat.
- L'autoroute A39 débute à Viriat dans un échangeur avec l'A40 et permet de rejoindre la préfecture jurassienne : Lons-le-Saunier.
- L'autoroute A6 est une autoroute reliant Paris à Lyon et qui est accessible depuis l'A406 pour aller à Lyon et par l'A40 pour se rendre à Paris.
- L'autoroute A406 est une autoroute reliant l'A40 et l'A6 et qui permet aux usagers de gagner un quart d'heure pour aller à Mâcon Sud en évitant le centre. Afin d'accéder au contournement de Mâcon, il suffit de se rendre à la gare de péage de Crottet. Cette autoroute permet d'accéder à l'A6 en direction de Lyon.

#### Voies ferroviaires

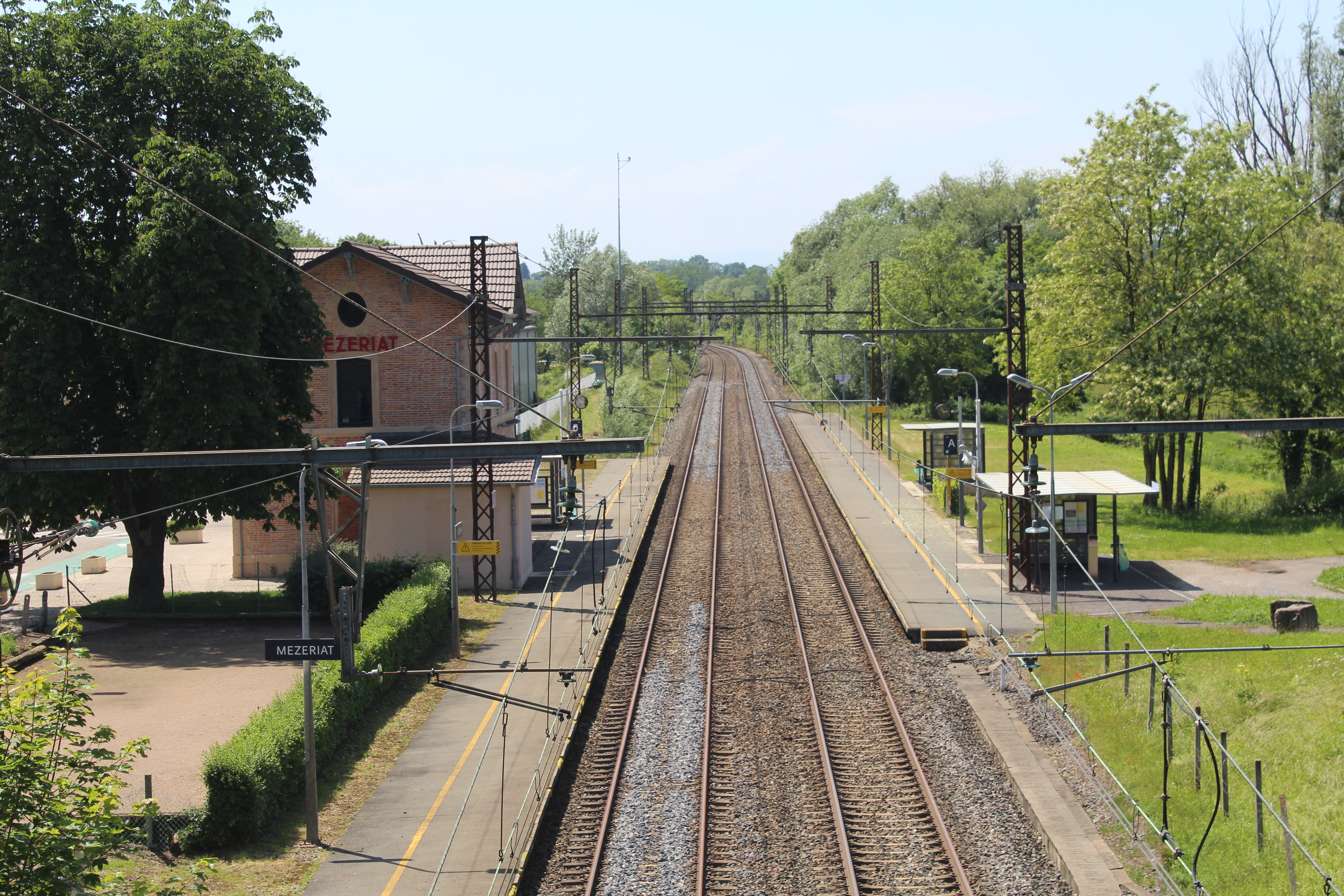
La gare de Mézériat.

La commune est traversée par la ligne de Mâcon à Ambérieu. La gare de Mézériat est desservie par des trains TER Rhône-Alpes qui circulent sur la ligne 23, Mâcon - Bourg-en-Bresse - Ambérieu.
Pour rejoindre les grandes villes en train, il faut passer par Bourg-en-Bresse ou par Mâcon qui sont reliées aux grandes lignes.

#### Transport aérien
- À Jasseron, dans la banlieue est de Bourg, se trouve l'aérodrome Bourg Terre des Hommes situé à une vingtaine de kilomètres de la commune. Il est utilisé pour la pratique d'activités de loisirs et de tourisme.
- De l'autre côté, à l'ouest, se trouve un petit aéroport à Charnay, non loin de Mâcon géré par la chambre de commerce et d'industrie de Saône-et-Loire à une vingtaine de kilomètres.
- Les habitants de la commune doivent se rendre à l'aéroport de Lyon-Saint-Exupéry distant de 80 kilomètres ou bien à l'aéroport de Genève distant de 140 kilomètres pour effectuer des vols vers l'international.

#### Transports en commun

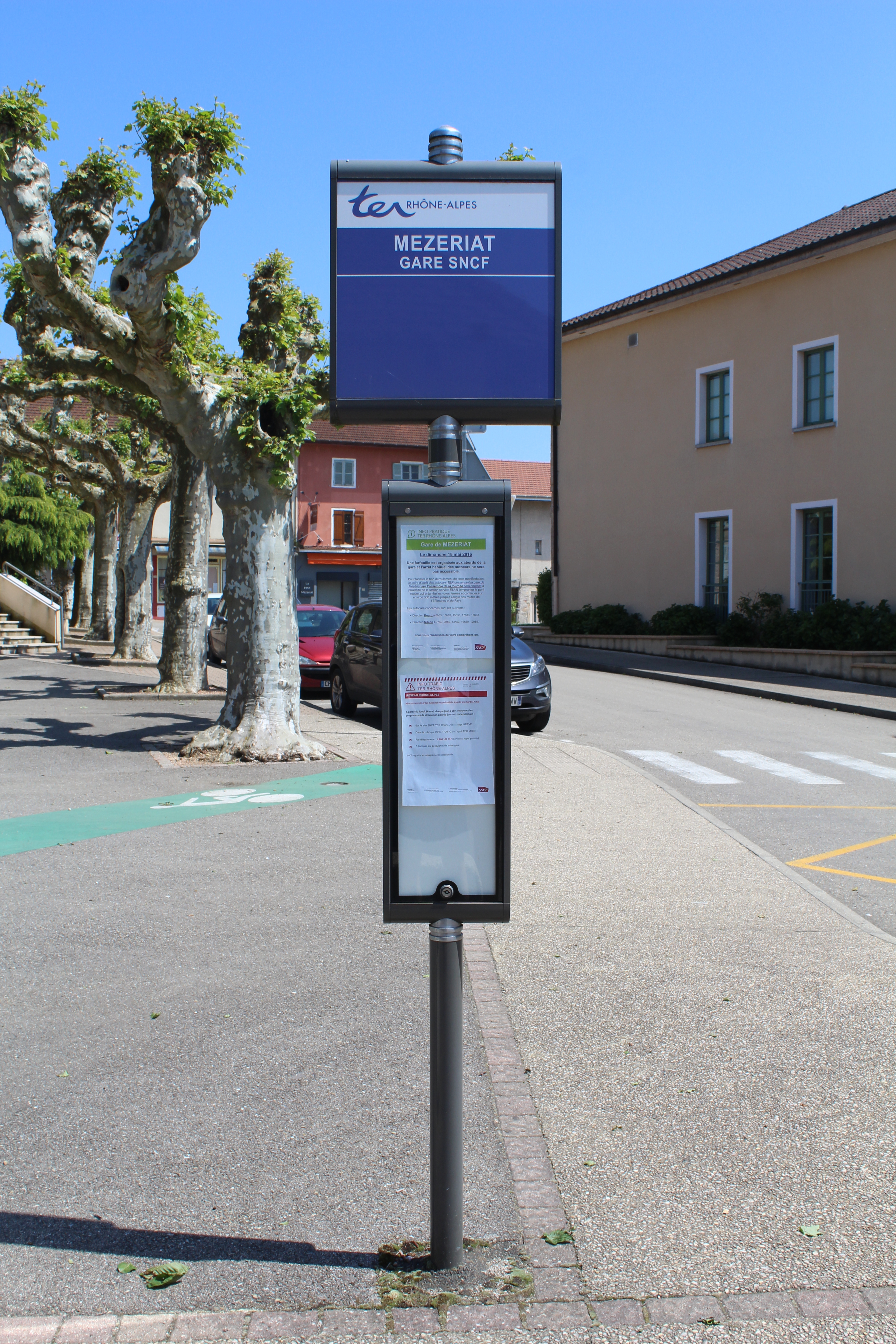
Arrêt Gare SNCF.

La commune est reliée au réseau TER Rhône-Alpes grâce à la ligne 30 dont un arrêt se situe près de la gare ferroviaire.

## Urbanisme

### Typologie
Au 1er janvier 2024, Mézériat est catégorisée bourg rural, selon la nouvelle grille communale de densité à 7 niveaux définie par l'Insee en 2022.
Elle est située hors unité urbaine. Par ailleurs la commune fait partie de l'aire d'attraction de Bourg-en-Bresse, dont elle est une commune de la couronne,. Cette aire, qui regroupe 80 communes, est catégorisée dans les aires de 50 000 à moins de 200 000 habitants,.

### Occupation des sols
L'occupation des sols de la commune, telle qu'elle ressort de la base de données européenne d’occupation biophysique des sols Corine Land Cover (CLC), est marquée par l'importance des territoires agricoles (88,2 % en 2018), en diminution par rapport à 1990 (90,9 %). La répartition détaillée en 2018 est la suivante : 
terres arables (32,5 %), zones agricoles hétérogènes (27,9 %), prairies (27,7 %), zones urbanisées (9,4 %), forêts (2,4 %).
L'évolution de l’occupation des sols de la commune et de ses infrastructures peut être observée sur les différentes représentations cartographiques du territoire : la carte de Cassini (XVIIIe siècle), la carte d'état-major (1820-1866) et les cartes ou photos aériennes de l'IGN pour la période actuelle (1950 à aujourd'hui).

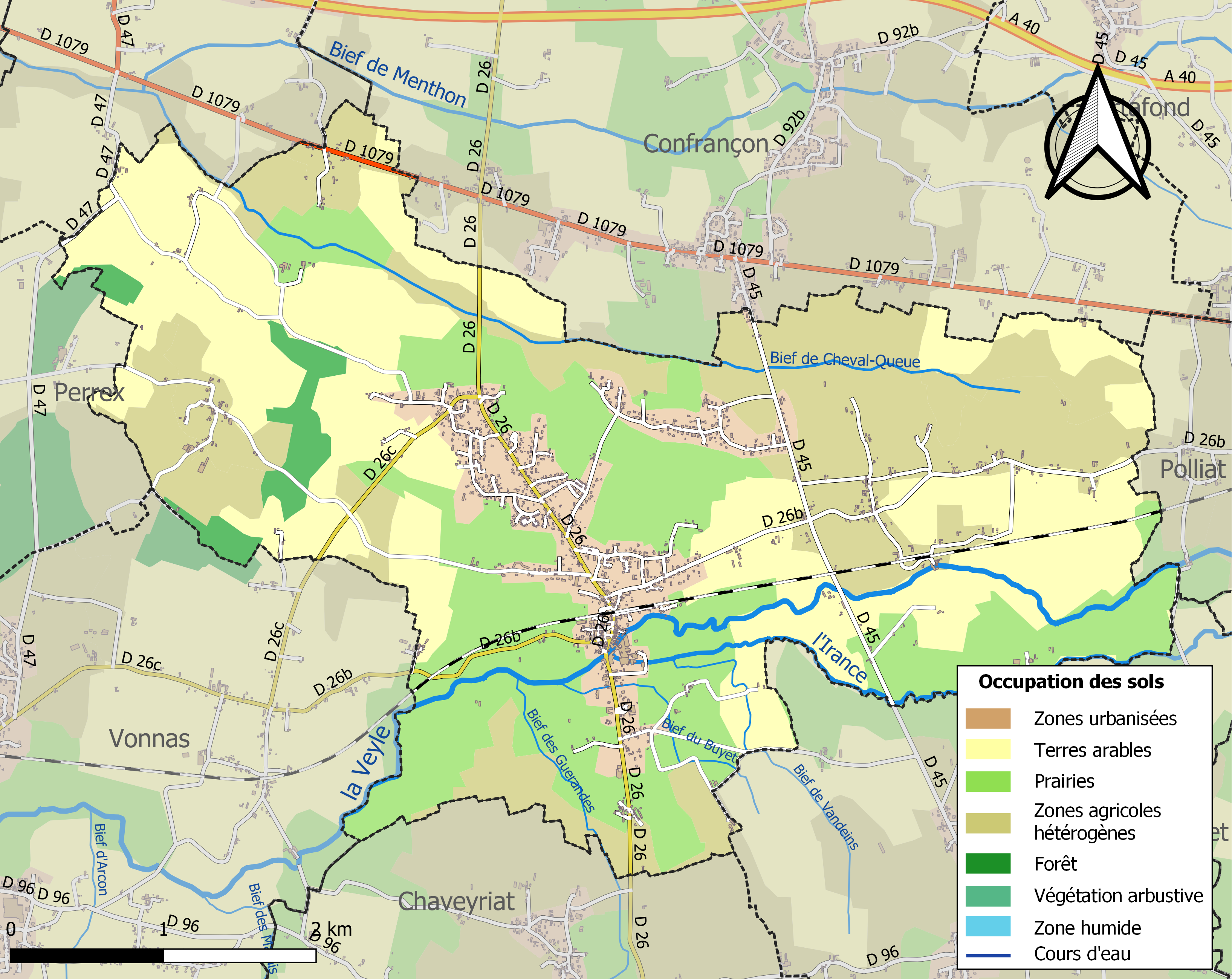
Carte des infrastructures et de l'occupation des sols de la commune en 2018 (CLC).

## Toponymie

### Attestations anciennes

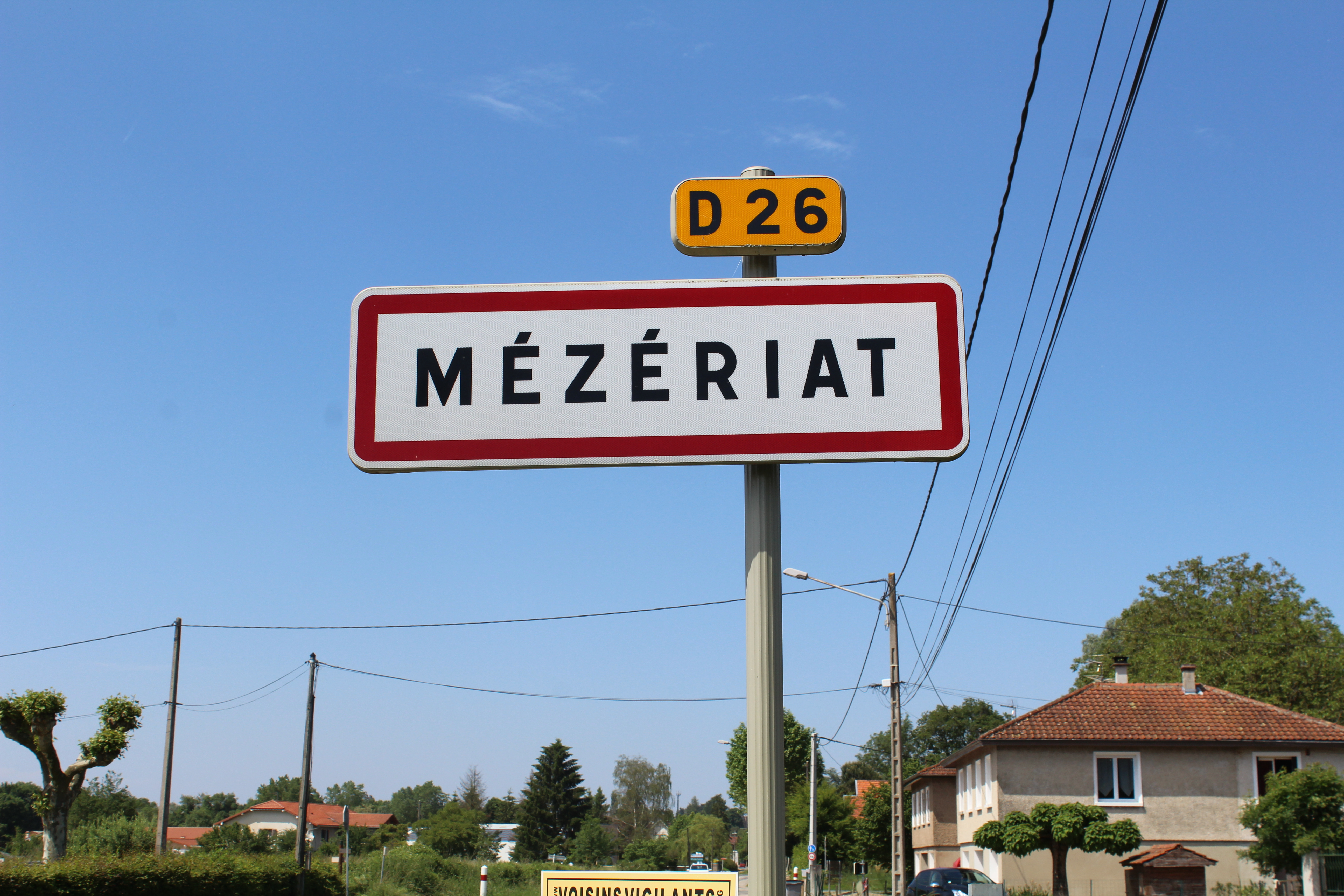
Panneau d'entrée du village.

La première mention du village date de 927 date le recueil des chartes de Cluny où il porte le nom de Masiriaco. Dans le même recueil, on trouve Maseriacum en 1049. En 1074, le cartulaire de Saint-Vincent-de-Mâcon mentionne Maisiriacus et Meseriacus.
Au XIIIe siècle, plus précisément en 1224, Meisire est utilisé pour se référer à la commune d'après le cartulaire lyonnais. Une cinquantaine d'années plus tard, en 1272, Maysiriacus est le nom utilisé. Au début du siècle suivant, en 1325, Maysiria est cité dans le pouillé de Lyon alors qu'on trouve Maysiria vers 1365.
D'après les archives de l'Ain, Meyseriacus est le nom de Mézériat autour de 1443 et devient Meyssiriacus vers 1492. À la même année, on trouve le nom de Meyseria dans le pouillé de Lyon.
Cinq années plus tard, le terrier des Chabeu utilise Meysseriacus pour parler du village. En 1536, Mesiriaz est le nouveau nom de la commune tandis que Meyseriaz l'est vers 1563 selon les archives de la Côte-d'Or.
Le nom actuel apparaît pour la première fois en 1656 sans accent (Mezeriat). Une variante apparaît vers 1662, Meizériat est référencé dans un des ouvrages de Guichenon.
On trouve en 1665 dans les Mazures de l'abbaye royale de l'Isle-Barbe le nom de Meyseria alors qu'apparaît Meziriat dans l'enquête Bouchu.
Avant la Révolution française, Meziriat devient Méseiriat en 1734. On trouve la trace de Meizériat en 1793.
À la suite de l'absorption de Montfalcon par le village en 1795, la nouvelle commune prend le nom de Mezeriat-Montfalcon puis devient au début du siècle suivant Mézériat. On trouve toutefois dans les archives de l'Ain le nom de Meyseriat vers 1850.

### Origine du nom
L'origine du nom de la commune est inconnue. Plusieurs hypothèses essaient d'en donner l'origine, le nom vient peut-être de la racine celtique Meze ou Mey signifiant maison. Toutefois, il pourrait provenir du nom d'un propriétaire gallo-romain, hypothèse plausible du fait que certaines communes des environs porte le nom d'un propriétaire dont Bâgé-le-Châtel. Enfin, Mézériat proviendrait du mot latin miseria signifiant misère.

## Histoire
L'occupation du territoire daterait des hommes préhistoriques comme le témoignent des poypes datant de l'époque de la pierre polie.
Le village mentionné dès le Xe siècle, il apparaît comme paroisse et seigneurie.
En 1601, après la fin de la guerre franco-savoyarde qui se termine par le traité de Lyon, Mézériat intègre la France avec l'acquisition de celle-ci de la Bresse, du Bugey, du Valromey et du pays de Gex. Elle est par la suite intégrée à la province bourguignonne.
Entre 1790 et 1795, elle devient une municipalité du canton de Châtillon-les-Dombes, et dépendait du district de Châtillon-les-Dombes.
Durant la Révolution française, à la suite d'un arrêté du Directoire du 9 mai 1794, la commune absorbe celle de Montfalcon, commune à l'époque de 261 habitants.
Le 6 juin 1857, a lieu la mise en service de la ligne de chemin de fer entre Mâcon et Bourg-en-Bresse, par la Compagnie des chemins de fer de Paris à Lyon et à la Méditerranée (PLM). Cette ligne traverse la commune et dessert la gare de Mézériat.

## Politique et administration

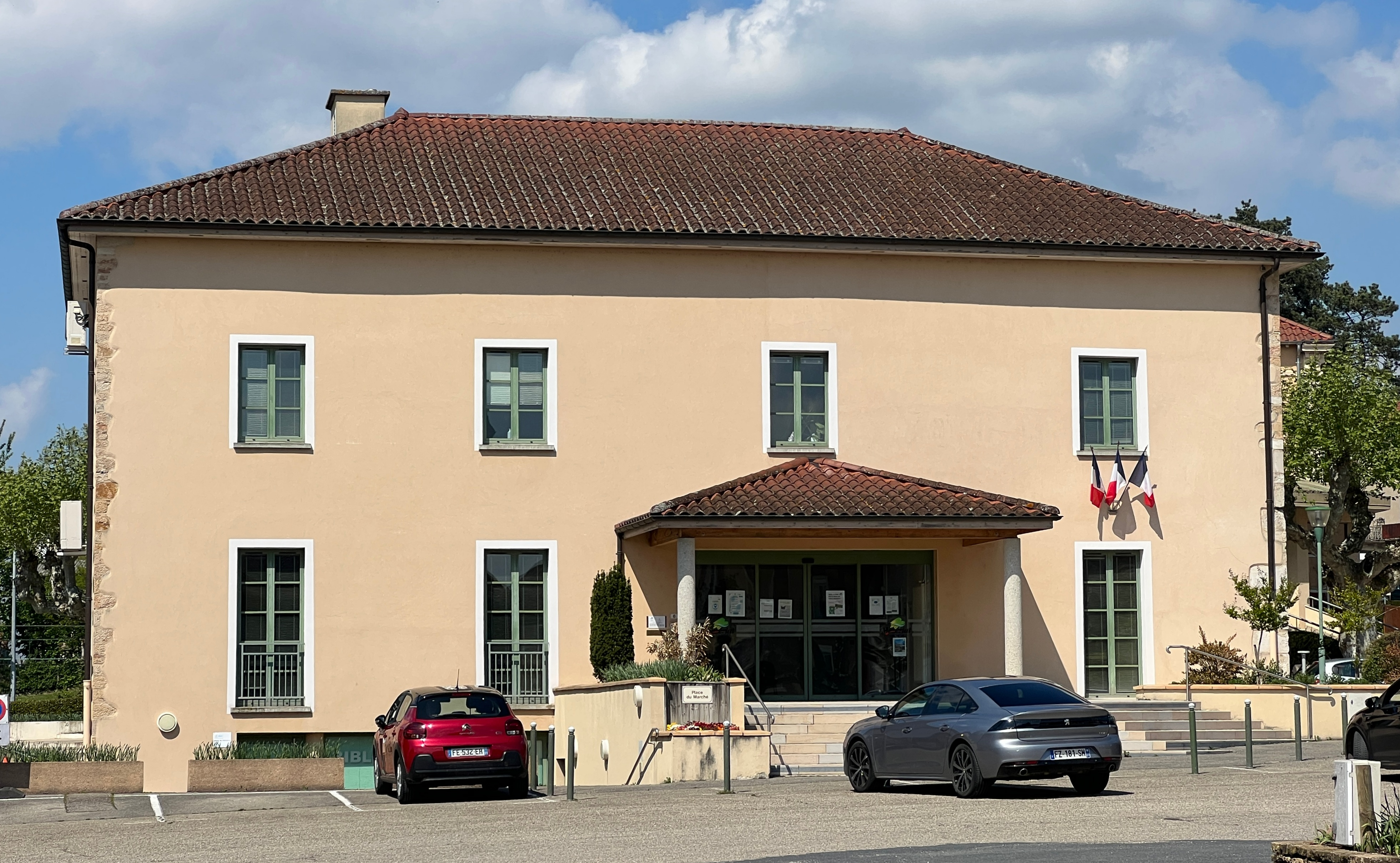
Mairie.

### Administration municipale
Le maire est entouré de ses dix-neuf conseillers municipaux dont cinq sont ses adjoints. Ils sont répartis en douze commissions communales : finances, travaux, animations, appel d'offres, vie économique, communication, urbanisme, cadre de vie - environnement, sécurité, affaires scolaires, CCAS, comité consultatif de sapeur-pompier.

### Liste des maires
| Période                                  | Période              | Identité                          | Étiquette | Qualité                                            |
| ---------------------------------------- | -------------------- | --------------------------------- | --------- | -------------------------------------------------- |
| septembre 1815                           | mars 1830            | Denis François Babad              |           | Propriétaire Cultivateur                           |
| mars 1830                                | septembre 1840       | Claude Pierre Bessard             |           | Propriétaire Cultivateur                           |
| septembre 1840                           | octobre 1846         | Benoit Babad                      |           | Propriétaire Cultivateur                           |
| octobre 1846                             | juillet 1852         | Benoit Jean-Marie Bessard         |           | Propriétaire Cultivateur                           |
| juillet 1852                             | juin 1855            | Benoit Babad                      |           | Propriétaire Cultivateur                           |
| juin 1855                                | février 1865 (décès) | Pierre-Marie-Jérôme Legros        |           | Propriétaire                                       |
| septembre 1865                           | août 1867 (décès)    | Amédée Philibert Reverchon        |           | Notaire                                            |
| septembre 1867                           | janvier 1878         | Antoine Joseph Verne              |           | Propriétaire Cultivateur                           |
| janvier 1878                             | janvier 1881         | Charles Louis Genton              |           | Propriétaire Cultivateur                           |
| janvier 1881                             | mai 1892             | Louis Girard                      |           | Propriétaire                                       |
| mai 1892                                 | juin 1907 (décès)    | Jean-Marie Frédéric Curtil        |           | Horloger                                           |
| janvier 1909                             | mai 1912             | Louis Benoit Jules Genton         |           | Propriétaire                                       |
| mai 1953                                 | mars 1965            | Jean Béguet                       |           |                                                    |
| mars 1965                                | mars 1983            | Jacques Rongier                   |           | Pharmacien                                         |
| mars 1983                                | juin 1995            | Paul Josserand (1923-2020)        |           | Maire honoraire Conseiller municipal (1953 → 1983) |
| juin 1995                                | mars 2008            | Jean-François Guillermin (1949- ) |           | Ingénieur territorial                              |
| mars 2008                                | mai 2020             | Étienne Robin (1953- )            | UDI       | Agent d'affaires                                   |
| mai 2020                                 | En cours             | Guy Dupuit (1951- )               |           | Gérant de société d'imprimerie retraité            |
| Les données manquantes sont à compléter. |                      |                                   |           |                                                    |

### Tendances politiques et résultats
| Scrutin             | Scrutin             | 1er tour | 1er tour | 1er tour | 1er tour | 1er tour   | 1er tour | 1er tour | 1er tour   | 1er tour | 1er tour | 1er tour    | 1er tour | 2d tour | 2d tour | 2d tour | 2d tour | 2d tour | 2d tour |
| Scrutin             | Scrutin             | 1er      | 1er      | %        | 2e       | 2e         | %        | 3e       | 3e         | %        | 4e       | 4e          | %        | 1er     | 1er     | %       | 2e      | 2e      | %       |
| ------------------- | ------------------- | -------- | -------- | -------- | -------- | ---------- | -------- | -------- | ---------- | -------- | -------- | ----------- | -------- | ------- | ------- | ------- | ------- | ------- | ------- |
| Présidentielle 2017 | Présidentielle 2017 |          | FN       | 26,12    |          | LR         | 23,05    |          | EM         | 21,74    |          | LFI         | 12,18    |         | EM      | 56,33   |         | FN      | 43,67   |
| Présidentielle 2022 | Présidentielle 2022 |          | LREM     | 29,32    |          | RN         | 27,89    |          | LFI        | 15,50    |          | REC         | 8,76     |         | LREM    | 50,88   |         | RN      | 49,12   |
| Législatives 2022   | 4e                  |          | RN       | 25,72    |          | LREM (ENS) | 17,89    |          | LR         | 17,09    |          | LFI (NUPES) | 14,70    |         | RN      | 65,26   |         | LFI     | 34,74   |
| Législatives 2024   | 4e                  |          | RN       | 47,00    |          | HOR (ENS)  | 24,18    |          | EELV (NFP) | 17,89    |          | LR          | 9,69     |         | RN      | 50,52   |         | HOR     | 49,48   |

## Population et société

### Démographie
L'évolution du nombre d'habitants est connue à travers les recensements de la population effectués dans la commune depuis 1793. Pour les communes de moins de 10 000 habitants, une enquête de recensement portant sur toute la population est réalisée tous les cinq ans, les populations de référence des années intermédiaires étant quant à elles estimées par interpolation ou extrapolation. Pour la commune, le premier recensement exhaustif entrant dans le cadre du nouveau dispositif a été réalisé en 2006.

En 2022, la commune comptait 2 179 habitants, en évolution de +2,11 % par rapport à 2016 (Ain : +5,15 %, France hors Mayotte : +2,11 %).
| 1793 | 1800  | 1806  | 1821  | 1831  | 1836  | 1841  | 1846  | 1851  |
| ---- | ----- | ----- | ----- | ----- | ----- | ----- | ----- | ----- |
| 701  | 1 041 | 1 093 | 1 175 | 1 208 | 1 234 | 1 209 | 1 306 | 1 287 |

| 1856  | 1861  | 1866  | 1872  | 1876  | 1881  | 1886  | 1891  | 1896  |
| ----- | ----- | ----- | ----- | ----- | ----- | ----- | ----- | ----- |
| 1 306 | 1 301 | 1 347 | 1 354 | 1 405 | 1 425 | 1 402 | 1 416 | 1 422 |

| 1901  | 1906  | 1911  | 1921  | 1926  | 1931  | 1936  | 1946  | 1954  |
| ----- | ----- | ----- | ----- | ----- | ----- | ----- | ----- | ----- |
| 1 427 | 1 420 | 1 441 | 1 313 | 1 317 | 1 305 | 1 353 | 1 298 | 1 239 |

| 1962  | 1968  | 1975  | 1982  | 1990  | 1999  | 2006  | 2011  | 2016  |
| ----- | ----- | ----- | ----- | ----- | ----- | ----- | ----- | ----- |
| 1 272 | 1 298 | 1 660 | 1 879 | 1 995 | 1 911 | 1 993 | 2 090 | 2 134 |

| 2021  | 2022  | - | - | - | - | - | - | - |
| ----- | ----- | - | - | - | - | - | - | - |
| 2 192 | 2 179 | - | - | - | - | - | - | - |

### Enseignement

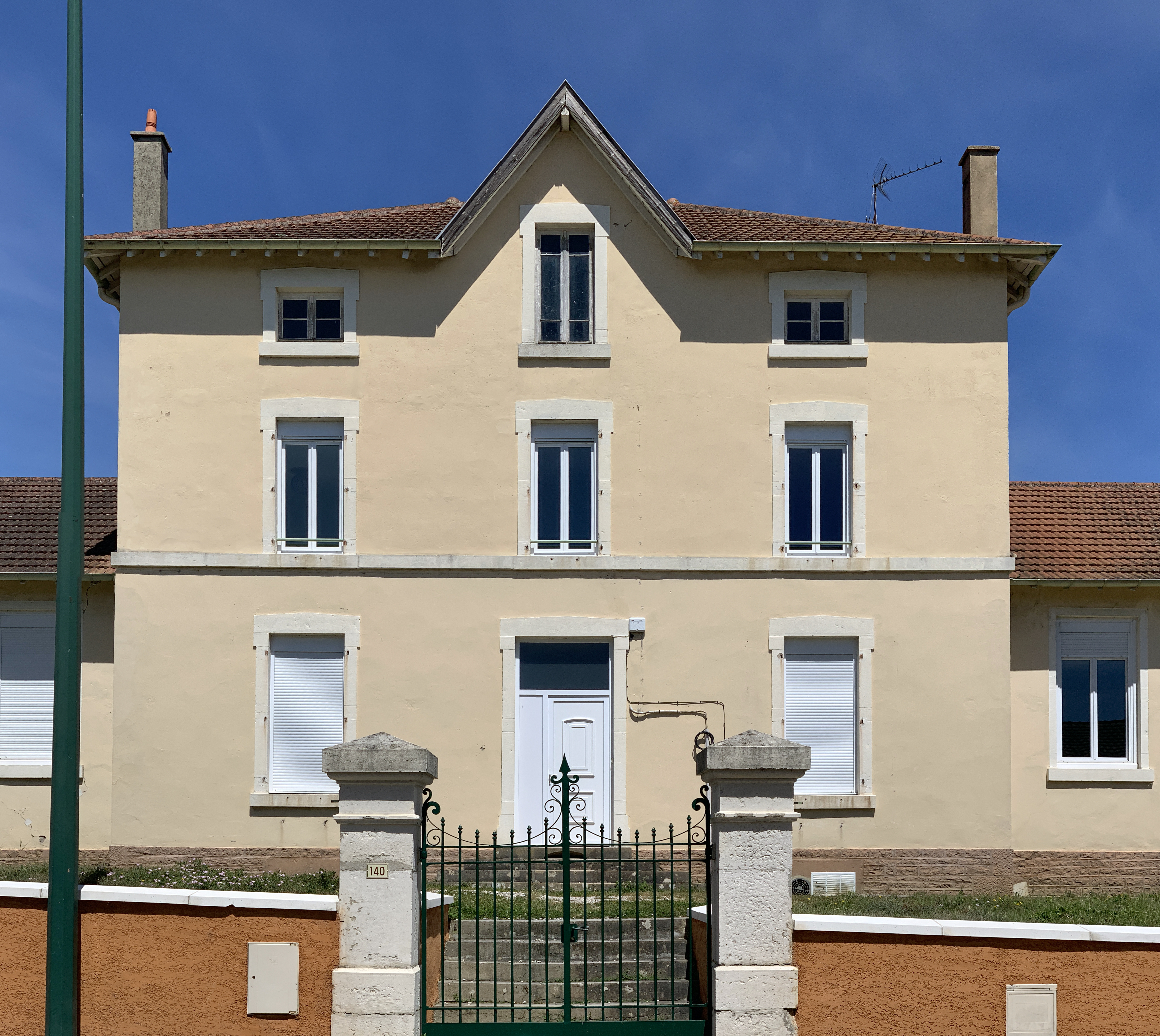
École maternelle Les Marmousets.

Depuis novembre 2022, les élèves de la petite section au CM2 étudient dans le nouveau Groupe scolaire Les Bayards situé route de Polliat. L'établissement vient remplacer les deux écoles de la commune : l'école maternelle Les Marmousets composée de trois classes et l'école primaire La Passerelle qui comportait cinq classes. Une partie des locaux de l'école La Passerelle est désormais occupée par un restaurant : Le Petit Mézériat.
Les élèves de la commune passant en 6e sont dirigés au collège du Renon de Vonnas. Les lycées de secteurs se situent à Bourg-en-Bresse (lycée Lalande, lycée Joseph-Marie Carriat, lycée Edgar-Quinet, etc.).
À noter également que la crèche Pomme d'api gérée par la communauté de communes de la Veyle est installée dans le village voisin de Chaveyriat.

### Sports

#### Clubs sportifs
Mézériat accueille de nombreuses associations sportives dans de nombreux sports :
- Club aérobic de Mézériat, fondé en 1985 ;
- Badminton de la Communauté des Bords de Veyle a vu le jour en 1999 ;
- Les Cent Pas, club de danse fondé en 2007 ;
- O’Miel de l’Atlas, association de danse orientale créée en 2012 ;
- Football Club des Bords de Veyle, club issu du regroupement de l'US Vonnas, l'AS Mézériat et de l'AS Chaveyriat-Chanoz ;
- Cercle Culturel des Jeunes-section gymnastique en un club de gymnastique depuis 1975 ;
- Handball Club des Bords de Veyle est un club de handball ;
- Judo Club Vonnas-Mézériat, né en 2007 de la fusion des clubs de judo de la commune et de Vonnas ;
- Tennis Club de Mézériat, club fondé en 1979 ;
- Sport Tennis de Table de Mézériat est une association sportive née en 1989 ;
- Éveil Twirling Mézériat est un club de twirling bâton présent dans la commune depuis 1973 ;
- Mézéri'Arc propose la pratique du tir à l'arc depuis 2005 ;
- Volley-Ball de la Communauté des Bords de Veyle fait partie des clubs de l'intercommunalité et a été fondé en 1999 ;
- Team Quad 01, né en 2004 ;
- Amicale Pétanque de Mézériat, club de pétanque né en 1979 ;
- Boule Joyeuse, doyenne des associations sportives puisqu'elle a été fondée en 1895 et propose la pratique des boules lyonnaises.

#### Structures sportives

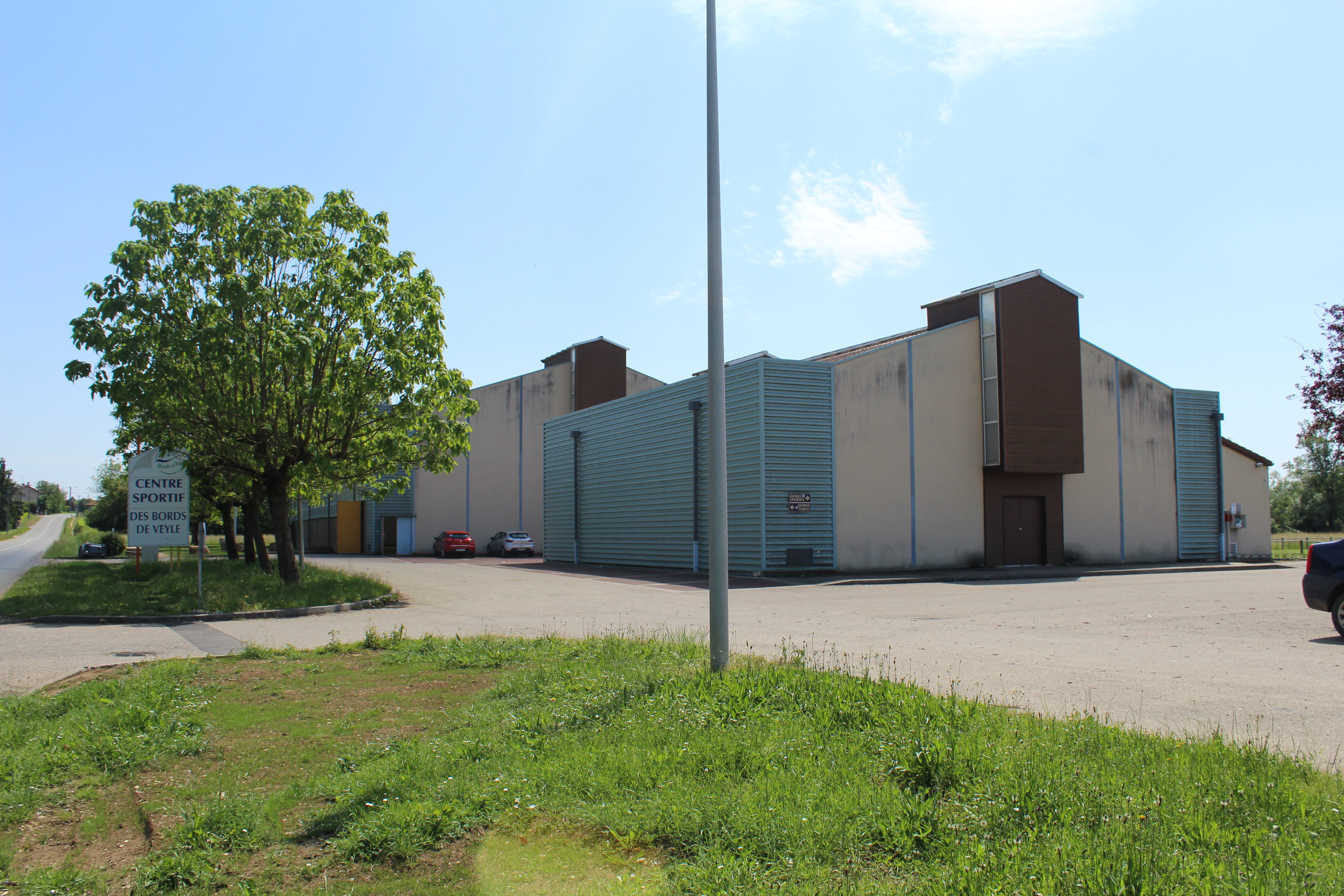
Centre sportif des Bords de Veyle.

Pour accueillir ces différentes associations, la commune possède de nombreuses structures sportives :
- le centre sportif des bords de Veyle est un gymnase construit en 1998[30] pouvant recevoir différentes disciplines, notamment le championnat de France de twirling bâton en 2015 ;
- un terrain de football et deux petits terrains pour les plus jeunes ;
- deux courts de tennis ;
- un boulodrome ;
- la salle des fêtes accueille quelques sports dont l'aérobic, la danse et le judo.

### Médias
- Le journal Le Progrès propose une édition locale aux communes de l'Ain. Il paraît du lundi au dimanche et traite des faits divers, des évènements sportifs et culturels au niveau local, national, et international.
- Le journal Voix de l'Ain est un hebdomadaire publié les vendredis qui propose des informations locales pour les différentes régions du département de l'Ain.
- La chaîne France 3 Rhône Alpes Auvergne est disponible dans la région.

## Économie

### Agriculture
Comme la plupart des villages bressans, l'agriculture de la commune est animée par l'élevage avec notamment les volailles de Bresse ou les vaches de race charolaise. Au hameau de Fay, on y élève des chevaux dans un haras. Elle est aussi animée par la culture de céréales dont le maïs en majorité, le blé et le colza.

### Commerce
Mézériat est dotée de plusieurs commerces, principalement autour de la Place du Marché. On peut y trouver une épicerie, une boucherie, une pizzeria, un restaurant, une pharmacie, un bureau de poste, une boulangerie mais aussi un bar-tabac et des salons de coiffure.
Il n'y a désormais plus de banque au bourg du village. Mézériat comporte également une enseigne de bricolage pour particuliers et professionnels.

### Industrie
Aucune zone industrielle ou artisanale n'est présente dans la commune. Toutefois, quelques PME localisées en majorité au sud du bourg animent la vie économique de Mézériat. Elles travaillent par exemple dans le domaine des automatismes, dans l'import-export, dans la conception et la fabrication.

## Culture locale et patrimoine

### Lieux et monuments
Aucun monument ne figure parmi les monuments historiques de France. Cependant, le village comporte de nombreux lieux d'intérêt.
- La chapelle Notre-Dame de Montfalcon, reconstruite au XIXe siècle sur l'ancienne église dont les premières traces en 1727. Elle était l'édifice religieux de l'ancien village de Montfalcon jusqu'en 1792, année durant laquelle l'église et le vieux château furent démolis, seule la statue de la Vierge fut conservée. Ce n'est qu'en 1860 qu'une chapelle fut reconstruite à l'emplacement. Une messe est célébrée chaque année le jour de la fête des mères.
- L'église Saint-Christophe-et-Saint-André est sise sur la place du Marché et fait face à la mairie.
- Le monument aux morts, situé sur l'esplanade des Anciens Combattants et inauguré en 1922, rend hommage aux 49 enfants de la commune morts pour la patrie. Il est l'œuvre d'Alphonse Muscat, un sculpteur bressan.
- La poype de Chandée, Étienne de Chandée en fait aveu en 1272 au comte de Savoie. Elle a été nivelée au XIXe siècle. Il existait dans la commune plusieurs mottes dont l'une au lieu-dit Bayard[32].
- La salle des fêtes accueille de nombreux événements et des associations sportives. Elle se situe entre la voie ferroviaire et la mairie.

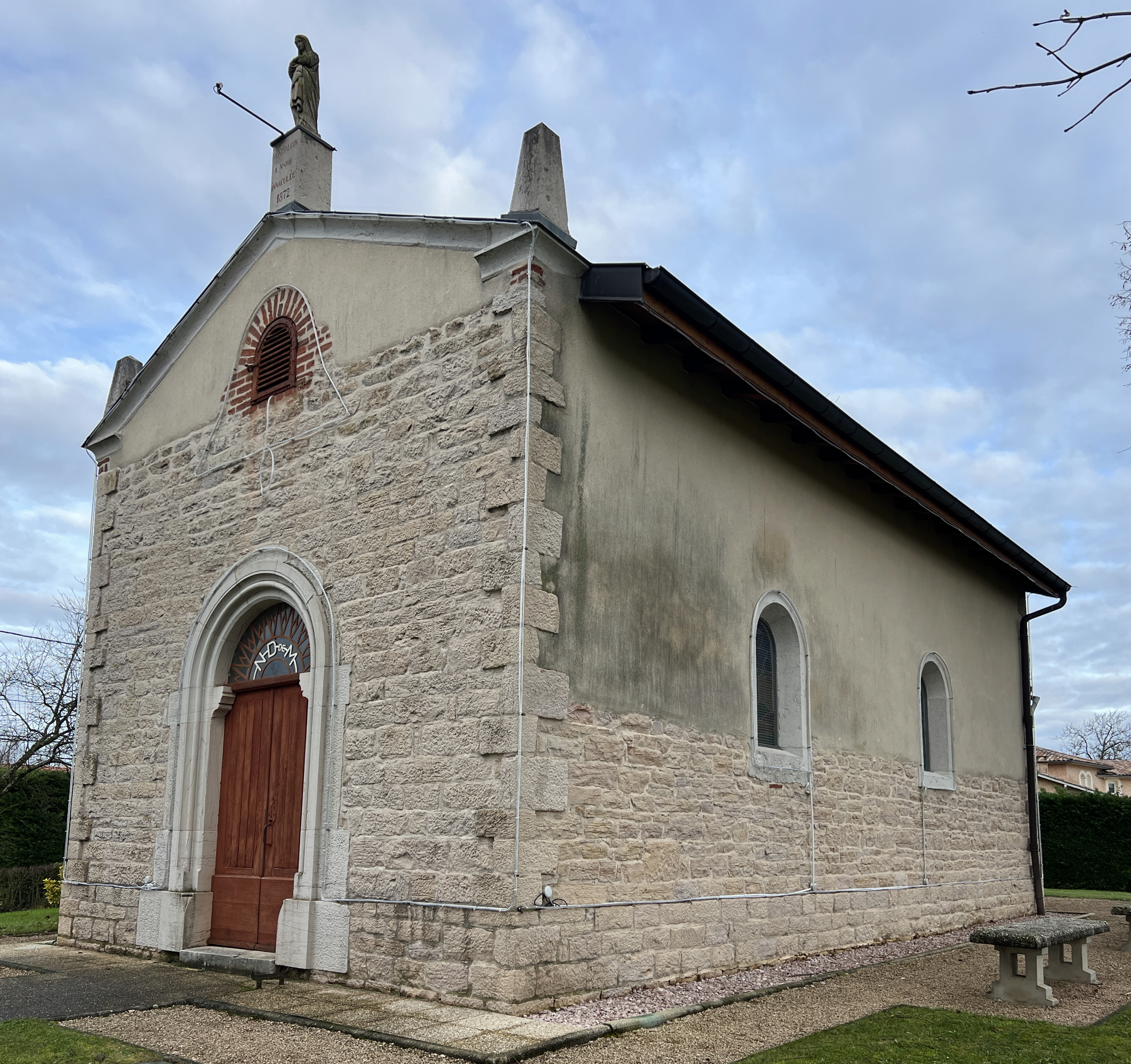
Chapelle de Montfalcon.
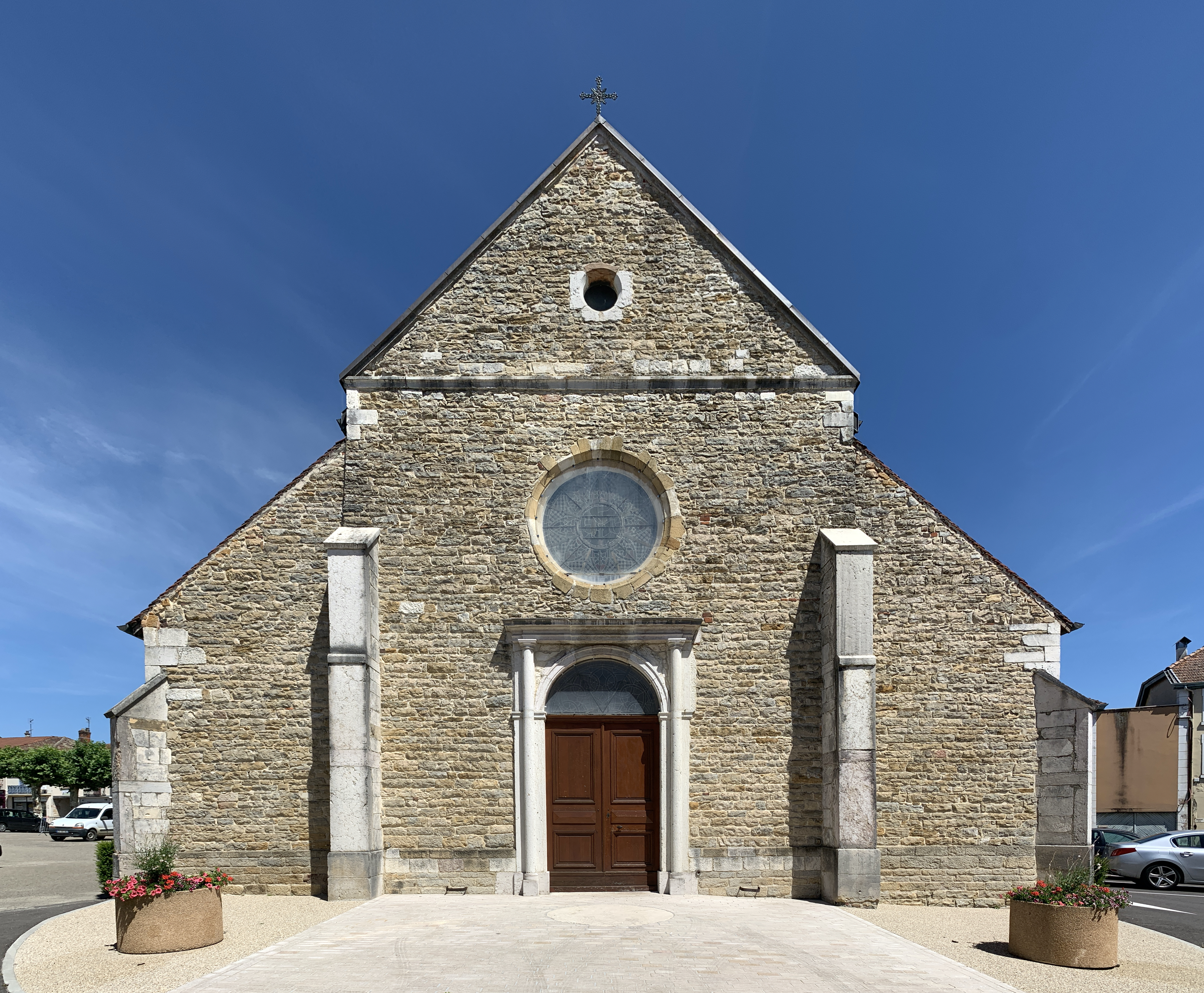
Église Saint-Christophe-et-Saint-André.
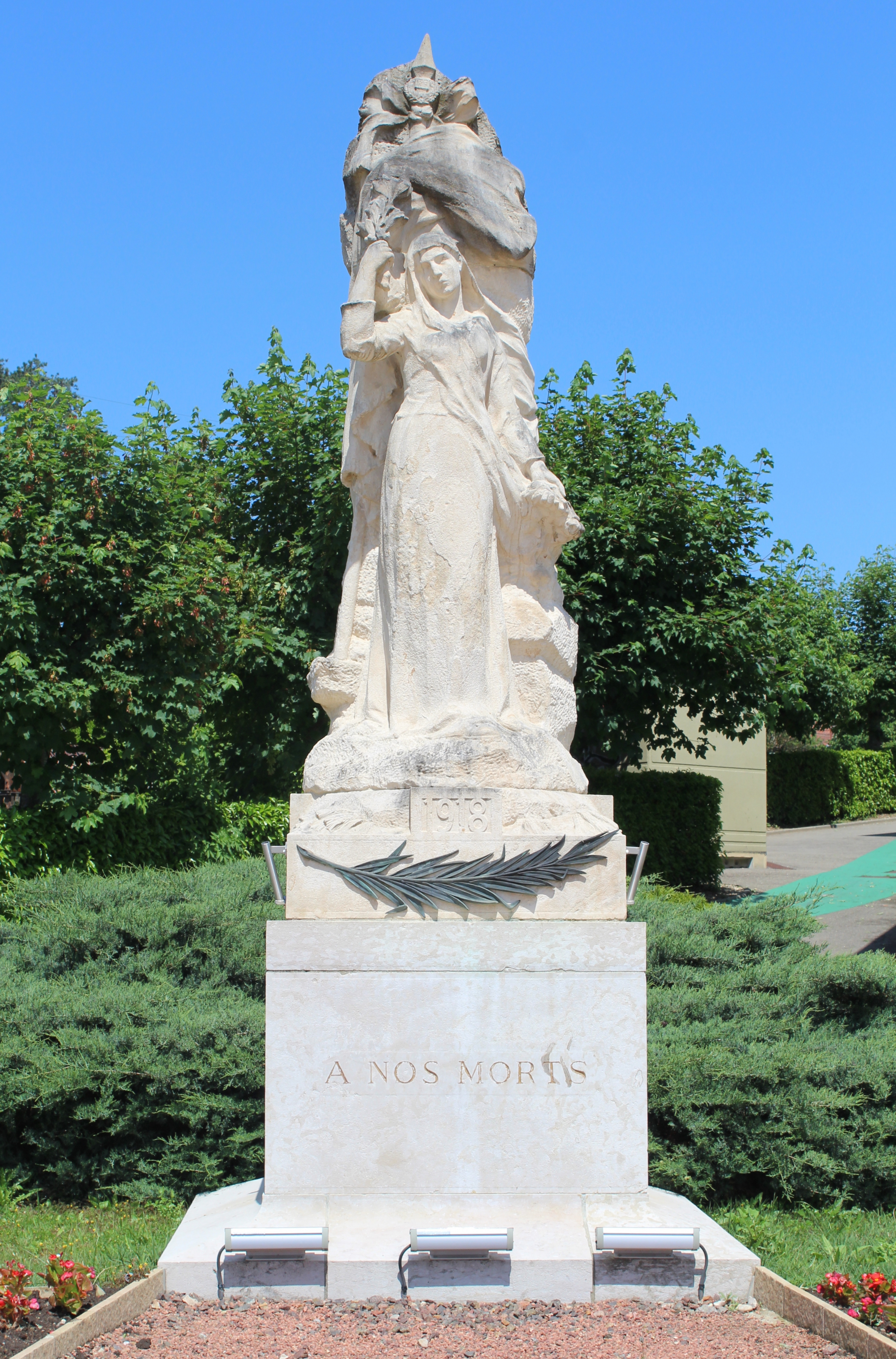
Monument aux morts.
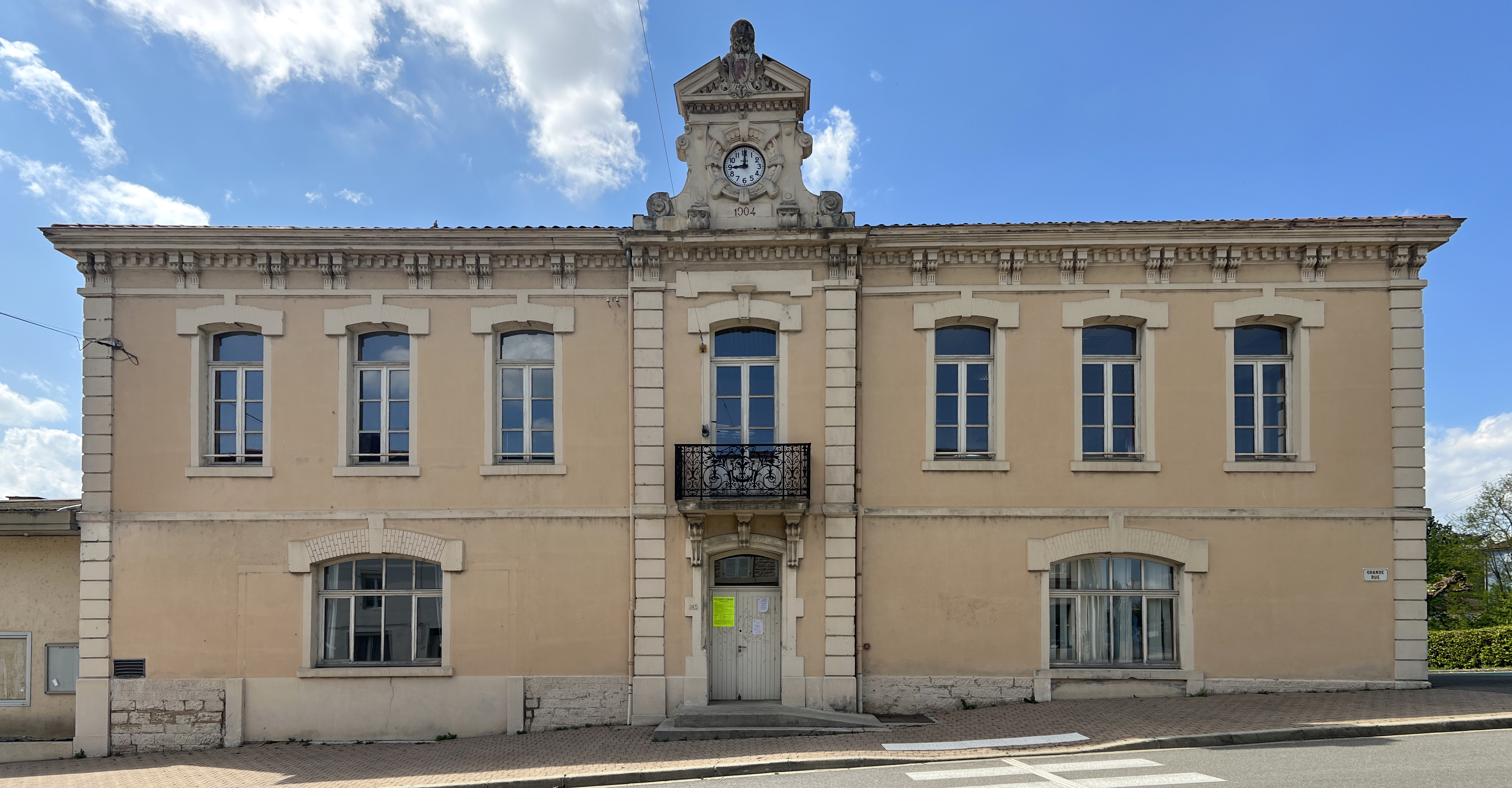
Salle des fêtes.
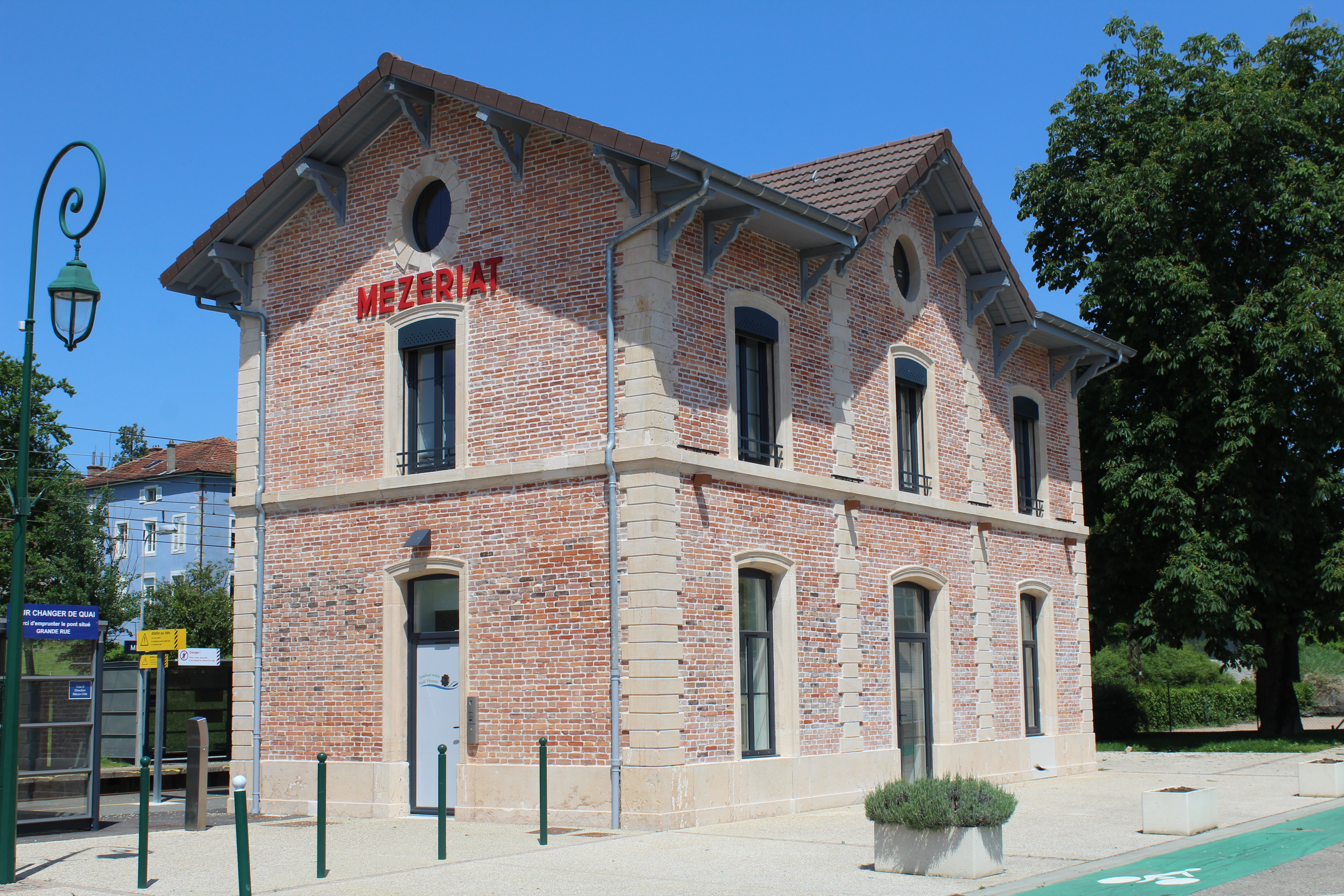
Gare de Mézériat.

### Musique
Mézériat dispose de son ensemble musical depuis 1876, composé d'une trentaine de musiciens bénévoles de tous âges : L'Harmonie de Mézériat, actuellement dirigée par Philippe Broyer. L'ensemble n'a pas de spécialité musicale et fait deux concerts par saison dans la salle des fêtes de la commune : un en décembre et un en mai. L'harmonie assure aussi les commémorations du 8 mai et du 11 novembre dans la commune. La salle de répétition est située au premier étage de la salle des fêtes.
L'harmonie alimente ses rangs avec sa propre école de musique affiliée à la Fédération musicale de l'Ain. Elle propose des formations en batterie, clarinette, flûte, saxophone et solfège.
Une formation dite de Banda existe aussi en parallèle avec de nombreux musiciens de l'harmonie : la Banda Mas Bonita. La vocation de cette autre formation est d'animer des concerts de rue.

### Espaces verts et fleurissement

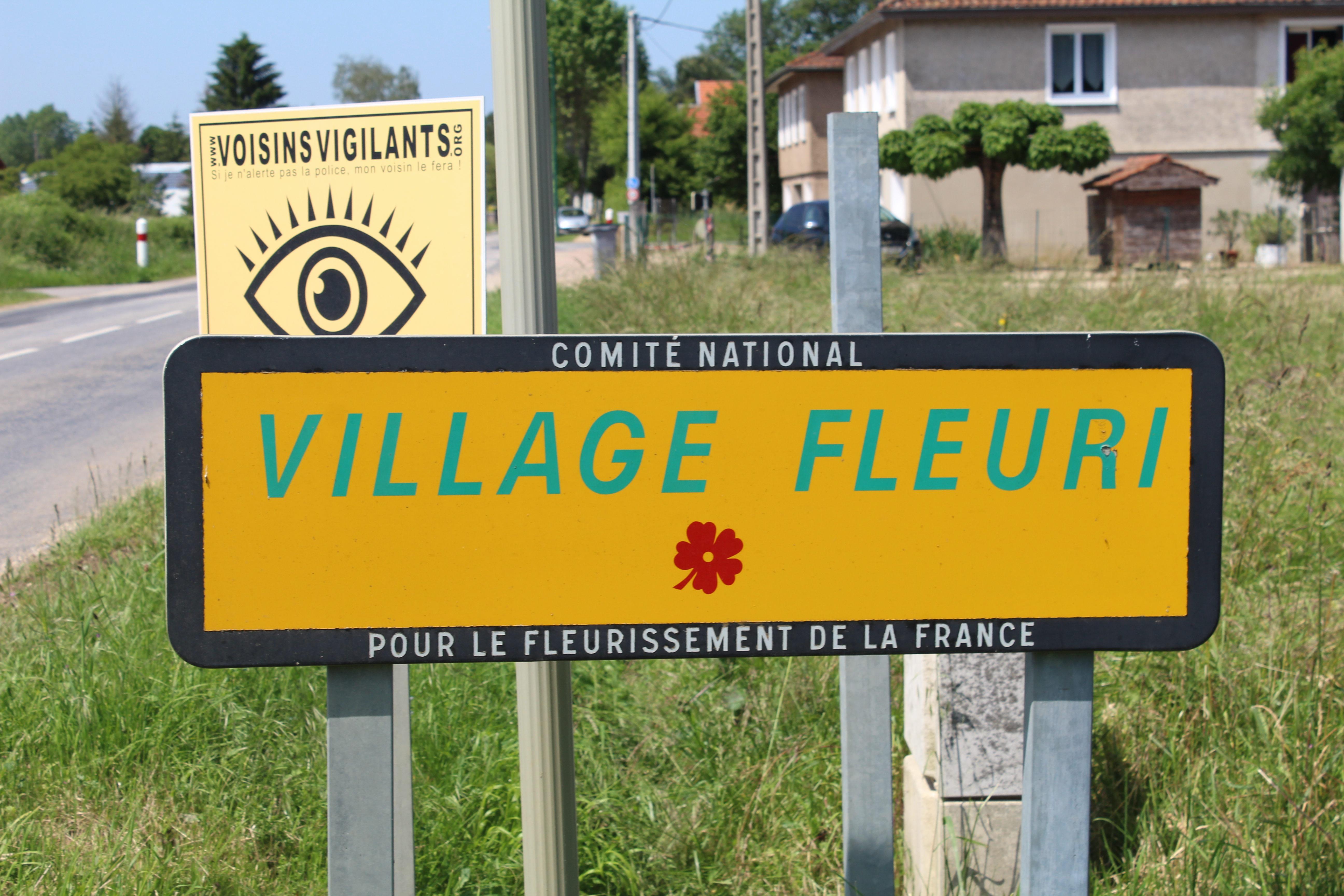
Panneau Village fleuri.

En 2014, la commune obtient le niveau « une fleur » au concours des villes et villages fleuris.

### Personnalités liées à la commune
- Laurent Gerra, a grandi dans la commune.
- Khalid Maadour, a grandi dans la commune.